# Pietro Avoscani
Pietro Avoscani (Livorno, 1816 – Alessandria d'Egitto, 1º marzo 1891) è stato un architetto italiano.
Visse ed operò in Egitto, dove realizzò molti edifici monumentali, specialmente ad Alessandria.

## Biografia

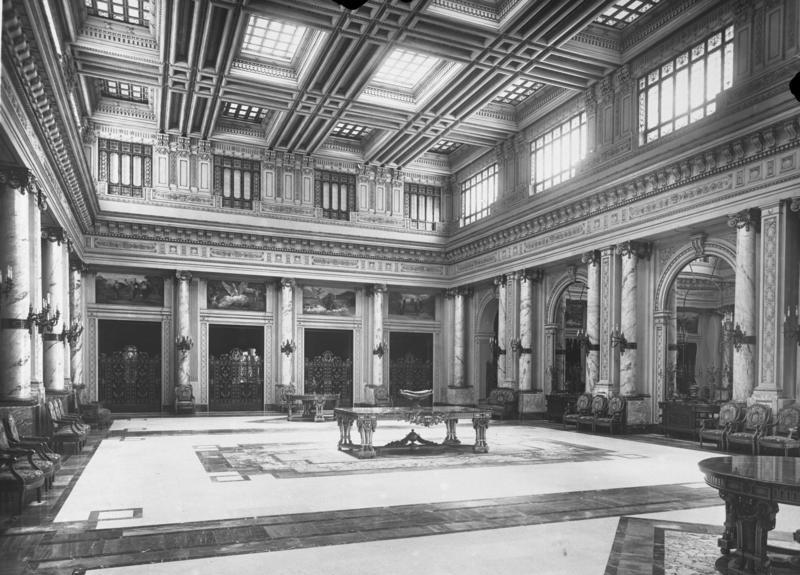
Una sala interna del palazzo Ra's el-Tin nel 1931. Situato sulla costa mediterranea di Alessandria, venne completato nel 1847, ed usato come residenza reale estiva fino all'abdicazione dell'ultimo re d'Egitto, nel 1953.

Pietro Avoscani nasce a Livorno nel 1816, da una famiglia nobiliare. 
Unitosi alla Giovine Italia, per evitare l'arresto dovette lasciare la sua città natale per trovare rifugio ad Alessandria d'Egitto dove il fratello Camillo Avoscani era direttore dell'Arsenale militare. 
Giunto in Egitto il 28 marzo 1837, Pietro mise subito a disposizione del governo egiziano le sue doti di architetto, pittore e decoratore nella costruzione del Palazzo di Ra's al-Tin ad Alessandria d'Egitto. 
Avoscani non fu solo artista di corte, ma divenne anche uomo di fiducia del Viceré Mehmet Ali, padre fondatore dell'Egitto moderno, per attività finanziarie e diplomatiche. Nel 1839 parte per un lungo viaggio diplomatico che lo conduce ad Atene, Costantinopoli, Odessa, Mosca, San Pietroburgo e Vienna, e che gli offre anche l'occasione di approfondire le proprie conoscenze artistiche. 
Avoscani riprende l'attività di architetto in Egitto con la decorazione del Palazzo Gabari nel 1846-48. Continua con pari impegno l'attività politica di diffusione delle idee mazziniane all'interno della sezione egiziana della Giovine Italia.
Ad Alessandria d'Egitto costruisce nel 1862, ispirandosi al Teatro Lirico La Scala di Milano, il Teatro Zizinia, principale teatro d'opera della città (demolito nel 1962). Nel 1869 completa in soli sei mesi il Teatro dell'Opera del Cairo, edificato prevalentemente in legno (e distrutto da un incendio nel 1971). Nel 1871 inaugura il Mercato Internazionale di Minet el-Bassal (detto la Borsa del Cotone).

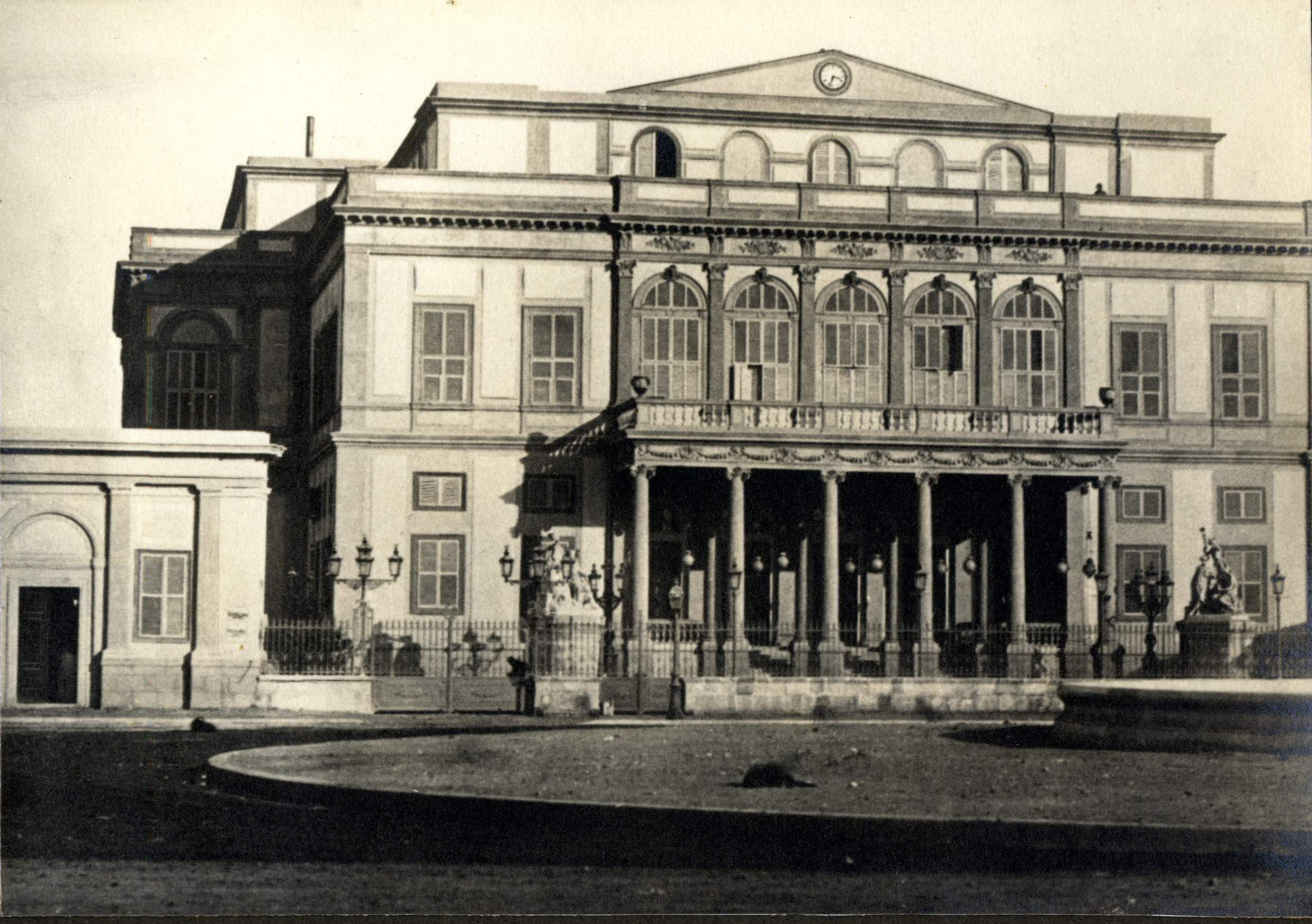
Il Teatro dell'Opera del Cairo costruito nel 1869 (e distrutto da un incendio nel 1971)

Muore ad Alessandria d'Egitto nel 1891. 

## Architettura
Costruzioni in Egitto:
- palazzo di Gabbar, 1846-48
- palazzo di Ras el-Tin, 1847
- palazzi di Abbasiyya e Hilmiyya, 1849
- palazzi di Gazira e Chubra, 1860-61
- Teatro dell'Opera del Cairo, 1869
- Teatro Zizinia, 1862
- Borsa di Minet el Bassal, 1871